# St. Zeno (Isen)

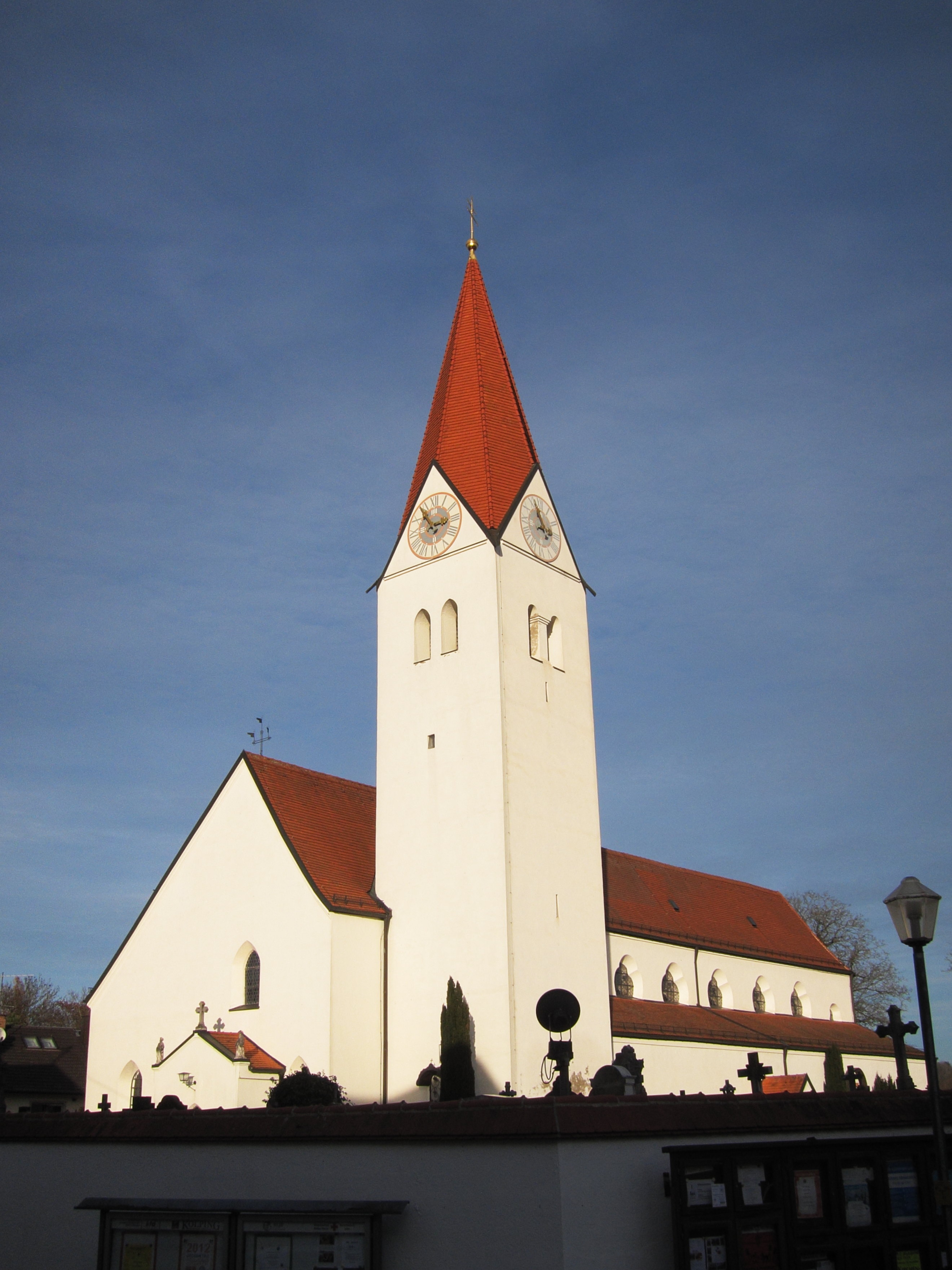
Stiftskirche von Südwesten

Die römisch-katholische Stifts- und Pfarrkirche St. Zeno in Isen im Landkreis Erding ist eine nach Vorbild des Freisinger Domes um 1200 errichtete, dreischiffige Pfeilerbasilika, die im 17. und 18. Jahrhundert barockisiert wurde. Das Stufenportal aus der Entstehungszeit der Kirche gilt als eines der bedeutendsten Zeugnisse der Romanik in Süddeutschland. Dementsprechend steht der Bau unter Denkmalschutz und trägt ferner das „blaue Zeichen“, welches ihn als geschütztes Kulturgut nach der Haager Konvention ausweist. St. Zeno war bis 1802 Stiftskirche des gleichnamigen Klosters, das im Zuge der Säkularisation aufgelöst wurde; seither dient sie als Pfarrkirche für die Gläubigen aus dem Markt Isen und den umliegenden Ortschaften.

## Geschichte
Die Stifts- und Pfarrkirche gehört zu den ältesten Kirchengebäuden im Erzbistum München und Freising. Das zugehörige Kloster wurde wahrscheinlich unter Bischof Erembert (739–747/48), dem zweiten Bischof von Freising, gegründet. Die erste urkundliche Erwähnung erfolgte in einer Schenkungsurkunde vom 7. August 752 im Zusammenhang mit Bischof Joseph von Verona, der als großer Förderer und eigentlicher Gründer des Klosters St. Zeno gilt; er liegt im nördlichen Seitenschiff begraben.

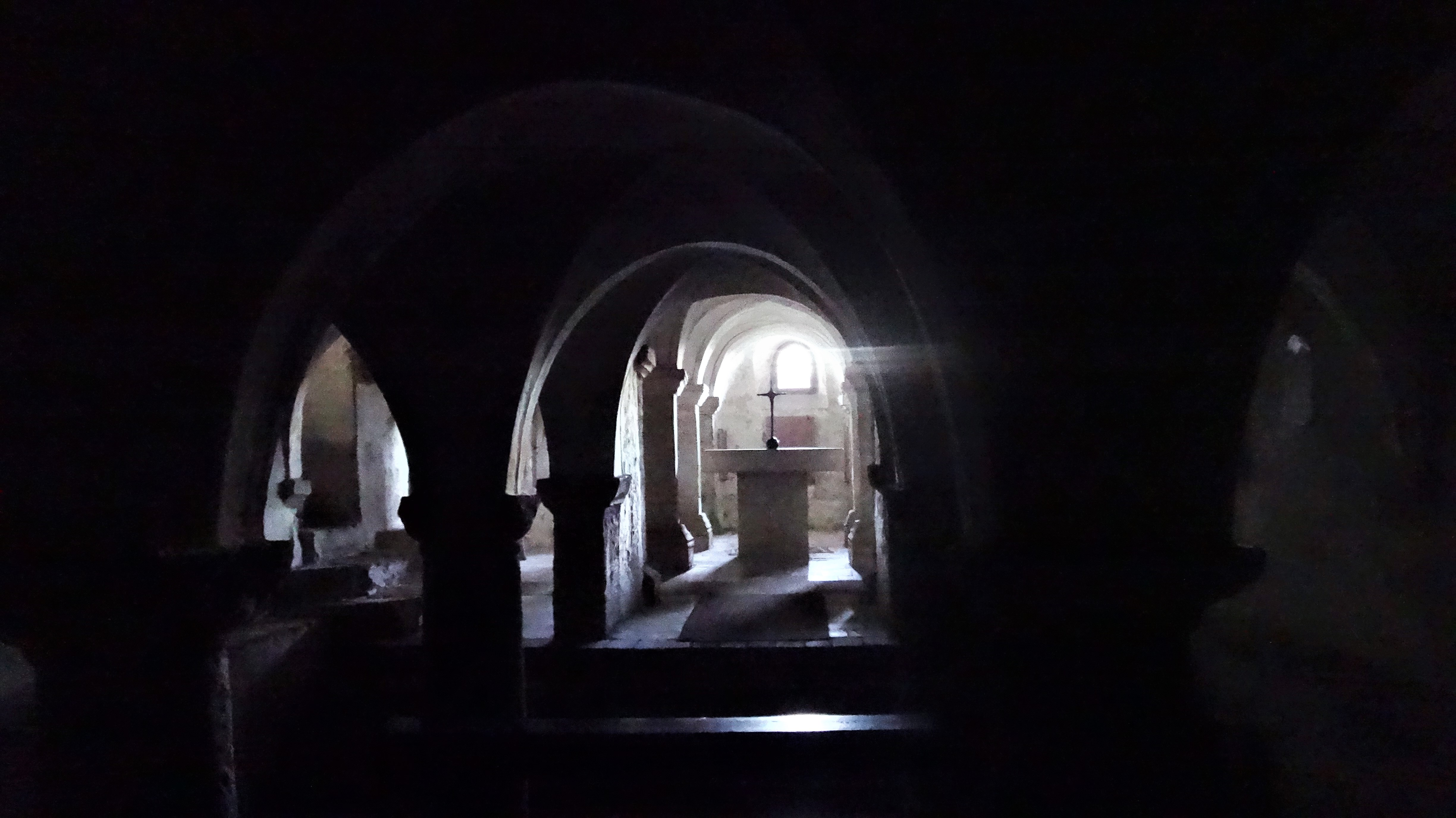
Krypta von St. Zeno

Der heutige Kirchenbau, eine dreischiffige Pfeilerbasilika, geht im Kern auf die spätromanische Stilepoche zurück; er wurde um 1200 anstelle einer wohl vor- oder frühromanischen Vorgängerkirche erbaut. Als architektonisches Vorbild diente der Freisinger Dom, denn Isen gehörte zur Herrschaft Burgrain, einem kleinen Herrschaftsgebiet des Hochstifts Freising. Erst um 1400, also bereits in der Gotik, wurden der Turm und die westliche Vorhalle errichtet. Letztere enthält das romanische Stufenportal, das nicht zuletzt wegen des Schutzes vor Wettereinflüssen durch die Vorhalle heute so gut erhalten ist.
Im Jahr 1490 wurden Vorhalle und Turm bei einem Brand zerstört und anschließend wieder aufgebaut. Verheerende Auswirkungen hatte der Marktbrand von 1638, dem große Teile des Kirchenbaus zum Opfer fielen. Der anschließende Wiederaufbau erfolgte im frühbarocken Stil, so wurde zum Beispiel das gotische Rippengewölbe und eine barocke Stichkappentonne ersetzt. Ab 1699 erfolgte eine weitere Barockisierung, bei der unter anderem die zahlreichen Stuckaturen entstanden. Im Zusammenhang mit dem 1000-jährigen Stiftsjubiläum, das im Jahr 1760 begangen wurde, erfolgte eine neuerliche Umgestaltung im Rokokostil. Dabei waren bedeutende Meister dieser Zeit in der Kirche; neben Stuckateuren der Wessobrunner Schule auch der berühmte Landshuter Bildhauer Christian Jorhan der Ältere.
Im Zuge der Säkularisation wurde das Kloster im Jahr 1802 aufgelöst. Die Stiftskirche entging jedoch im Gegensatz zu zahlreichen anderen Klosterkirchen dem Abriss und wurde, nachdem sie etwa 20 Jahre geschlossen gewesen war, zur Pfarrkirche von Isen erhoben. Im 19. Jahrhundert bestand jedoch aufgrund des Historismus das Bestreben, bedeutende Kirchen wie die Isener von ihrem „barocken Narrenkleid“ zu befreien, was von dem Münchener Domkapitular und Kunsthistoriker Joachim Sighart stark vorangetrieben wurde. In der Isener Pfarrkirche entfernte man insbesondere die Deckenfresken, sodass die bis heute unbemalten weißen Flächen an der Decke des Hauptschiffs entstanden. Auch einige andere Gemälde wurden zugunsten dogmatisch einwandfreier Darstellungen entfernt. Außerdem erhielt die Kirche einen neuen Hochaltar und eine Kanzel im historisierenden Stil.
Erst um 1900 stieg die Wertschätzung für barocke Sakralkunst wieder. So stattete man die Isener Pfarrkirche nun mit einer neuen Kanzel und einem neuen Hochaltar aus, beide im neobarocken Stil und bis heute erhalten. Das Hochaltarblatt wurde von dem Münchner Akademieprofessor Anton Ranzinger (1850–1924) angefertigt.

## Architektur

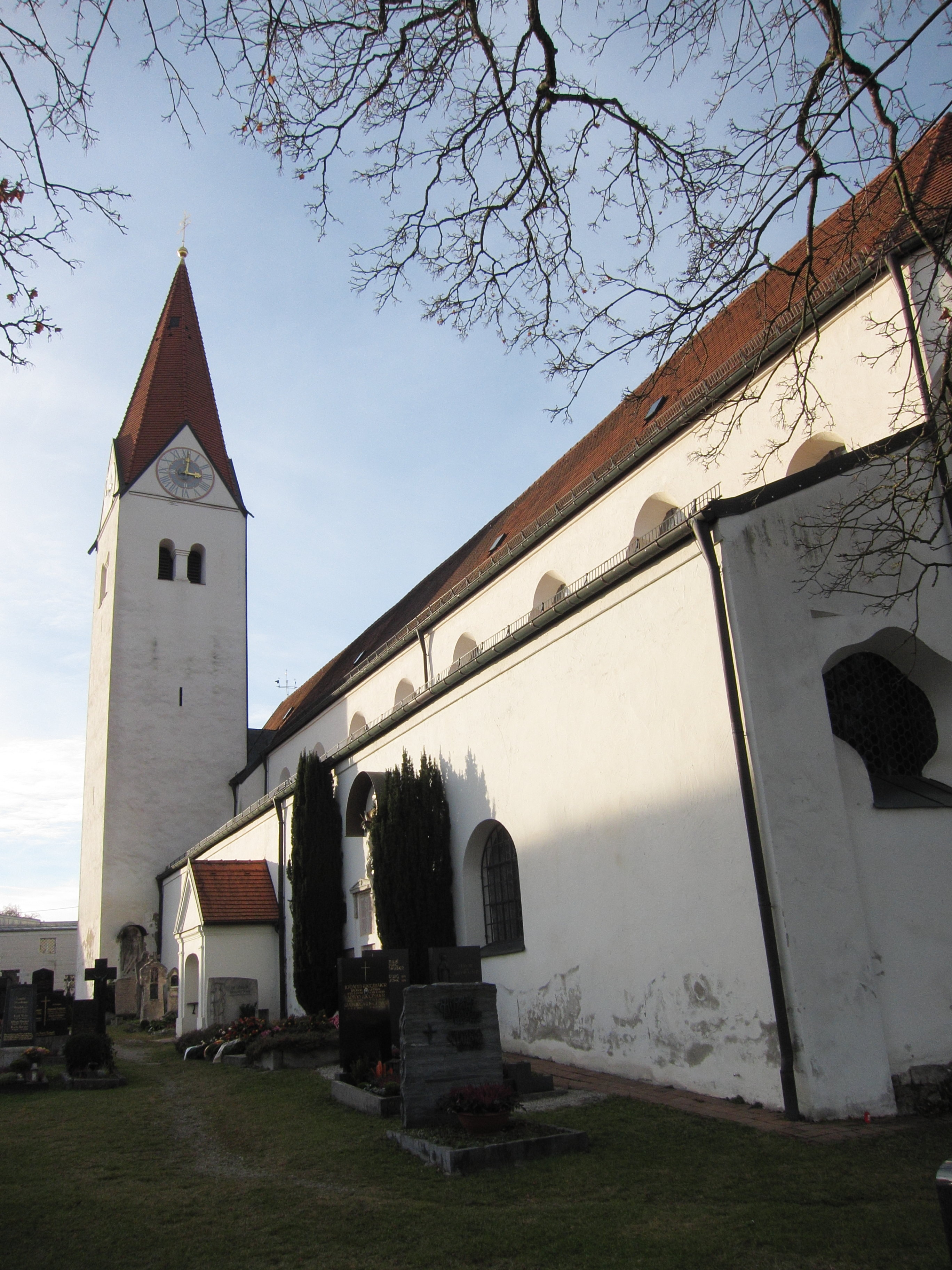
Stiftskirche von Südosten

### Außenbau
Die Kirche zeigt sich als langgestreckter Bau mit Hauptschiff und deutlich abgesetzten Seitenschiffen, also in der typischen Bauform einer romanischen Basilika. Dabei gehen Mittelschiff und Chor unmittelbar ineinander über und sind unter einem gemeinsamen Satteldach vereint; eine Trennung wie bei vielen anderen historischen Kirchenbauten ist zumindest von außen nicht feststellbar. Oberhalb der Pultdächer der Seitenschiffe zieht sich ein Obergaden entlang. Dessen Fensterlaibungen sind gekehlt ausgeführt und weisen eine geschwungene Kontur auf. Die Seitenschiffe enthalten dagegen einfache Rundbogenfenster. Nach Osten hin schließt der Bau mit drei Apsiden ab; neben dem Hauptchor in Fortsetzung des Mittelschiffs befinden sich zwei Nebenchören, die sich an die Seitenschiffe anschließen.
Der mit der westlichen Vorhalle insgesamt 47 Meter lange Bau besitzt an der Südwestecke einen 42 Meter hohen Turm, dessen Stellung und äußere Gestalt stark an den Freisinger Dom erinnert. Wie das übrige Äußere des Kirchenbaus ist auch er weitgehend ungegliedert. Oberhalb des Glockenstuhls geht er durch Vermittlung von vier Dreiecksgiebeln, welche die Turmuhren tragen, in einen achtseitigen Spitzhelm über. Dieser wird von Turmkugel und Patriarchenkreuz bekrönt.
Rund um die Kirche befindet sich der alte, inzwischen aufgelassene Friedhof mit einem reichen Bestand an Grabmälern des 19. und frühen 20. Jahrhunderts. Er ist von einer Ummauerung umgeben, die wohl aus dem 18. Jahrhundert stammt.

### Portal
Neben den vergleichsweise schmucklosen Portalen auf der Nord- und Südseite mit kleinem, offenem Vorbau befindet sich auf der Westseite das bedeutende romanische Stufenportal, das durch eine geschlossene Vorhalle geschützt und dadurch bis heute sehr gut erhalten ist. Es ist laut Inschrift auf das Jahr 1180 datiert und wurde unter Propst Ulrich erbaut. Besonders interessant ist die mittelalterliche Zahlensymbolik, die an der Portalarchitektur ablesbar ist. Die sieben Bögen, die als Symbol für die sieben Sakramente stehen, ruhen auf sechs Säulen, welche sich sechs Weltezeitalter beziehen dürften. Über dem Türsturz sind zehn Palmzweige zu sehen, welche die Zehn Gebote symbolisieren. Inmitten des Tympanons thront Jesus Christus, der gerade mit seinen Füßen einen Drachen zertritt.

### Innenraum

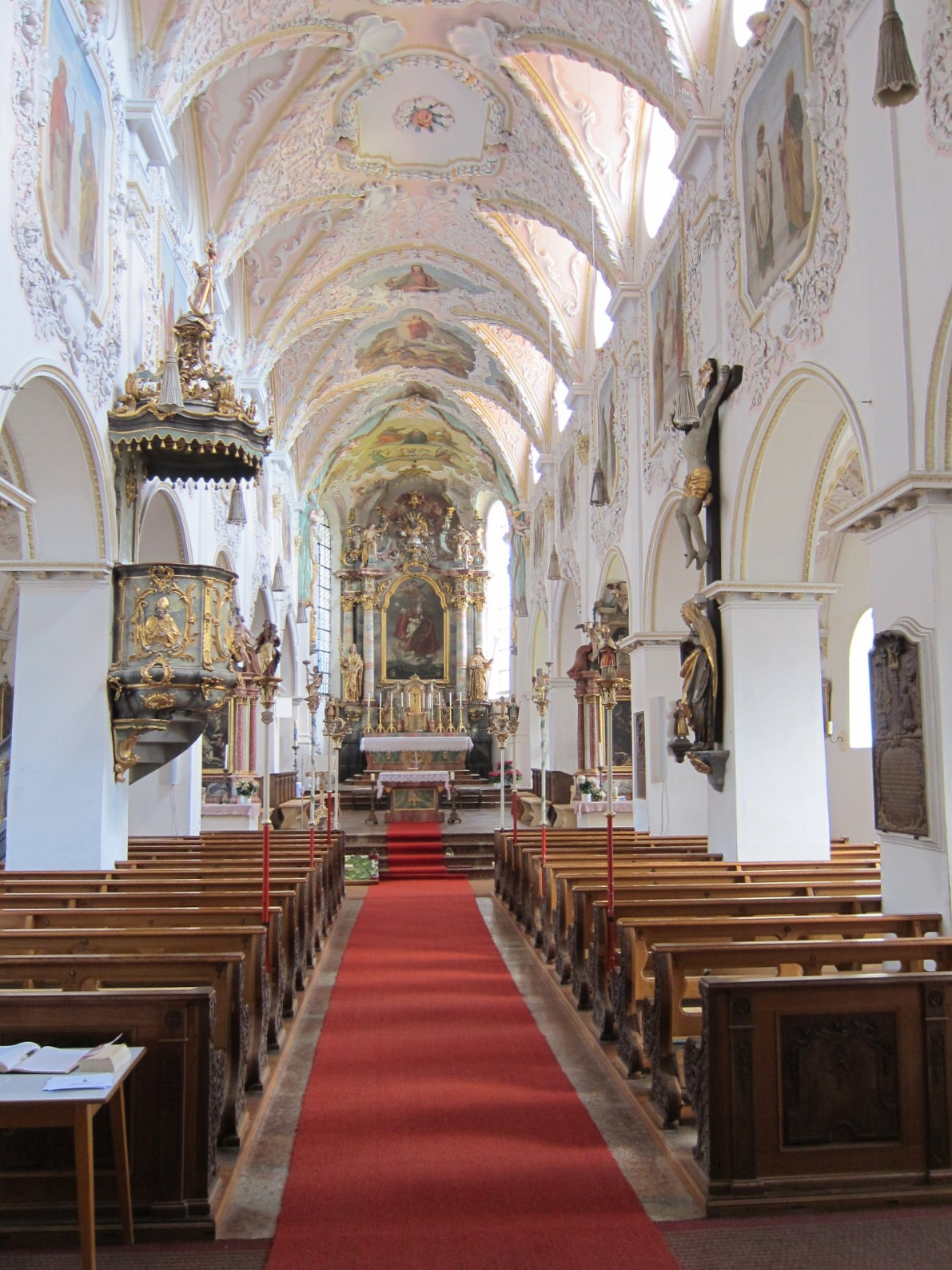
Das reich stuktierte Innere im Hochbarock-Stil

Gewölbe

Blick zur Orgel

Seit der barocken Umgestaltung um 1700 werden alle drei Kirchenschiffe von Tonnengewölben mit Stichkappen überspannt, das ohne Gurtbögen auskommt. Auch ein Chorbogen, der den Altarraum vom übrigen Innenraum abtrennen würde, fehlt in der ehemaligen Stiftskirche zu Isen. Die Seitenschiffe sind dagegen durch mächtige Rechteckpfeiler vom Hauptschiff abgetrennt, die Scheidbögen sind rundbogig ausgeführt. Aus umlaufenden Konsolen an den Pfeilern entspringen im Mittelschiff nach oben laufende, flache Pilaster, aus denen in großer Höhe – wiederum durch Konsolen vermittelt – das reich stuckierte Gewölbe entspringt. Insbesondere die Ausführungsform der Akanthusblüten lässt auf einen Wessobrunner Meister als Stuckateur schließen.

### Krypta
Unterhalb des Altarraumes befindet sich – ähnlich wie in der „Mutterkirche“, dem Freisinger Dom – eine Krypta, die aus der Entstehungszeit der romanischen Kirche datiert. Diese ist ebenfalls dreischiffig ausgeführt und wird mittels einer Stufe in zwei etwa gleich große Teile separiert. Diese sind wohl zu unterschiedlichen Zeiten angelegt worden, wobei sich nicht mehr ermitteln lässt, welcher Teil eher entstanden ist. In der Karwoche wird hier ein Heiliges Grab aufgestellt.

## Ausstattung

### Wand- und Deckengemälde
Wohl zeitgleich mit Turm und Vorhalle, also um 1400, entstand das gotische Wandgemälde über dem romanischen Stufenportal. Es ist in blassen Farben ausgeführt und zeigt das Jüngste Gericht – eine Darstellung, in der die zeitgenössische Hoffnung auf das himmlische Jerusalem (Offb 21 ) zum Ausdruck kommt. Nachdem es lange übermalt gewesen war, wurde es erst im Jahr 1897 wieder freigelegt. Außerdem befinden sich in der Vorhalle zwei romanische Fresken aus der Entstehungszeit der Kirche. Sie zeigen die Kreuztragung Christi sowie den heiligen Georg als Drachentöter.

### Hochaltar
Der neobarocke Hochaltar der Pfarrkirche St. Zeno wurde im Jahr 1904 erstellt. Er enthält ein Altarblatt des Münchner Akademieprofessors Anton Ranzinger mit der Darstellung des Kirchenpatrons Zeno, auf einer Wolke schwebend, darunter links ein Abbild des Freisinger Domes mit seinen zwei Türmen und dem Wappen, dem Freisinger Bären, und rechts eine Darstellung der Isener Kirche mit dem Marktwappen, auf dem eine Wassernixe abgebildet ist. Die Assistenzfiguren stellen die Heiligen Juliana (links) Walburga mit dem Äbtissinnenstab (rechts) dar. Während die Figur der Walburga noch original aus dem Rokoko stammt, handelt es sich bei der anderen Figur um eine Nachbildung. Die heilige Juliana gilt als Nebenpatronin der Isener Pfarrkirche; angeblich sollen ihre Gebeine in der Krypta beigesetzt sein, was allerdings bis heute nicht nachgewiesen werden konnte.
Der neobarocke Hochaltar ersetzte seinerzeit einen neugotischen Vorgänger. Dessen Hauptgemälde stammt aus der Zeit um 1875 befindet sich heute in der westlichen Vorhalle. Es stellt den Propst Ulrich bei den Planungen für den Kirchenneubau in der Zeit um 1200 dar. Außerdem sind der Kirchenpatron Zeno, die Gottesmutter Maria mit dem Jesuskind sowie zwei Engel abgebildet, die als himmlischer Beistand den Bau schirmen.

### Übrige Ausstattung
In der Vorhalle befindet sich ein achteckiges gotisches Taufbecken aus rotem Marmor, der auf einem ebenfalls achteckigen Sockel ruht. Daneben ist in die Wand ein ebenfalls gotisches Rotmarmorepitaph mit der Inschrift da ist die sepultur und gremeß der Pfäffing und einer Darstellung der Anna selbdritt eingelassen. Die neobarocke Kanzel, die auf der Evangelienseite angebracht ist, stammt wie der Hochaltar aus dem Jahr 1904. Ihr gegenüber, an der Südwand des Mittelschiffs, befindet sich eines der ältesten Ausstattungsstücke der Kirche, ein lebensgroßes, spätgotisches Kruzifix aus der Zeit um 1530.
Im nördlichen Seitenschiff ist über dem Nordportal ein Gemälde der Apokalyptischen Frau (Offb 21 ) zu sehen. Es handelt sich hierbei um die Kopie eines Werkes des berühmten niederländischen Barockmalers Peter Paul Rubens. Dazu ist folgende Geschichte überliefert: Der Freisinger Fürstbischof Albert Sigismund (Amtszeit 1652–1685) wollte, wenn er von Zeit zu Zeit nach Isen kam, nicht auf das vertraute Altargemälde aus dem Freisinger Dom verzichten und ließ daher für die Stiftskirche zu Isen eine Kopie anfertigen, die bis heute erhalten ist. Das Altarbild aus dem Dom kam dagegen im Zuge der Säkularisation in die Alte Pinakothek in München; der Dom erhielt im Jahr 1926 lediglich eine Kopie zurück. Seither können sich die Isener darauf berufen, die wesentlich wertvollere, da beinahe zeitgenössische Kopie des Werkes zu besitzen.

### Orgel
Die Orgel mit 24 Registern auf zwei Manualen und Pedal wurde im Jahr 1970 von dem Orgelbauer Anton Staller aus Grafing bei München errichtet. Sie umfasst insgesamt 1558 Metall- und Holzpfeifen. Die Disposition lautet:
| I Hauptwerk C–g3 |        |
| Prinzipal        | 8′     |
| Rohrflöte        | 8′     |
| Octave           | 4′     |
| Schweizerpfeife  | 4′     |
| Quintflöte       | 2 ⁄3′  |
| Nachthorn        | 2′     |
| Terz             | 1 3⁄5′ |
| Mixtur V         | 2′     |
| Trompete         | 8′     |

| II Schwellwerk C–g3 |       |
| Holzgedackt         | 8′    |
| Salizional          | 8′    |
| Koppelflöte         | 4′    |
| Prinzipal           | 2′    |
| Spitzquinte         | 1 ⁄3′ |
| Sifflöte            | 1′    |
| Scharf III          | 1′    |
| Krummhorn           | 8′    |
| Tremulant           |       |

| Pedal          |        |
| Subbaß         | 16′    |
| Oktavbaß       | 08′    |
| Pommer         | 08′    |
| Quintbaß       | 5 1⁄3′ |
| Choralbaß      | 04′    |
| Hintersatz III | 2 ⁄3′  |
| Fagott         | 16′    |

- Koppeln: II/I, I/P, II/P
- Spielhilfen: 2 freie Kombinationen

### Glocken
Aus dem Turm der Pfarrkirche St. Zeno erklingt ein fünfstimmiges Geläut mit der Tonfolge d1–f1–g1–a1–c2. Die Glocken im Einzelnen:
| Nr. | Name             | Gussjahr | Gießer                     | Schlagton |
| --- | ---------------- | -------- | -------------------------- | --------- |
| 1.  | Patrona Bavariae | 1947/48  | Karl Czudnochowsky, Erding | d1        |
| 2.  | St. Zeno         | 1586     | Wolfgang Steger, München   | f1        |
| 3.  | St. Josef        | 1947/48  | Karl Czudnochowsky, Erding | g1        |
| 4.  | Rosenkranzglocke | 1947/48  | Karl Czudnochowsky, Erding | a1        |
| 5.  | Sterbeglocke     | 1947/48  | Karl Czudnochowsky, Erding | c2        |